# Micro-organisme efficace
Les micro-organismes efficaces ou Effective microorganism (EM ) est une marque déposée de technologie qui correspond à une variété de produits d'association choisie de bactéries lactiques, levures et les bactéries phototrophes aux caractères syntrophes. Les EM sont un ensemble de produits conçus pour l'agriculture, le traitement de l'eau et comme suppléments nutritionnels et médicinaux.

## Technologie EM
EM (Effective microorganism) est une marque déposée par EMRO (EM Research Organization) dont le siège est à Uruma, Okinawa, Japon. EMRO possède des concessionnaires commerciaux et des fabricants dans le monde entier. Dans les pays francophones, on les retrouve sous l’appellation "micro-organismes efficaces" pour l'équivalence anglophone "EM".
La technologie EM est développée pour contribuer aux pratiques d'agriculture durable, améliorer la santé et l’hygiène humaine, la valorisation organique par le traitement des biodéchets des ménages (EM Bokashi), le traitement de l'eau et la gestion des catastrophes naturelles, notamment des procédés de nettoyage (inondations de Bangkok en 2011, tsunami de 2004 dans l'océan Indien, séisme de 1995 de Kobe, et l'Ouragan Katrina).

## EM-1
EM-1 est le produit fondamental de la marque EM. Cette solution mère est un mélange de culture qui inclut différents micro-organismes comme des  bactéries lactiques (Lactobacillus plantarum, Lactobacillus casei et Lactococcus lactis), des bactéries photosynthétiques (Rhodopseudomonas palustris et Rhodobacter sphaeroides), des levures (Saccharomyces cerevisiae et Candida utilis) et des actinomycète (Streptomyces albus et Streptomyces griseus), qui existent naturellement dans l'environnement et peuvent se développer dans le mélange,.

## Origines
Le concept de « micro-organismes efficaces » est développé par le Professeur Teruo Higa, à l'Université des Ryūkyū, à Okinawa, au Japon. Dans les années 1980, il rapporte qu'un mélange d'environ 80 micro-organismes différents était capable d'influencer positivement la décomposition de matière organique d'une façon telle qu'elle se régénère dans un processus favorisant la vie. Higa évoque un principe de dominance pour expliquer les effets des EM. Il maintient l'existence de trois groupes de micro-organismes : les « micro-organismes positifs » (régénération), les « micro-organismes négatifs » (décomposition, dégénération), et les « micro-organismes opportunistes ». Dans chaque environnement (sol, eau, air, intestins humains), le rapport de micro-organismes « positifs » et « négatifs » est un facteur critique, vu que les micro-organismes opportunistes suivent la régénération ou la dégénération. De ce fait, Higa explique qu'il est possible d'influencer l'environnement en supplémentant avec des micro-organismes « positifs ».

## Validation
Le concept a été contesté et certains prétendent que les études scientifique ne viennent pas étayer son discours en ce qui concerne la fertilité des sols .[source insuffisante] Il existe par contre un corpus relativement qualitatif d'études scientifiques relatif aux utilisations dans le tract digestif, généralement sur des modèles animaux. Higa publie en 1994 une étude avec le microbiologiste des sols, James F Parr. Ils concluent que « la principale limitation... est le problème de reproductibilité et le manque de consistance des résultats. » Parr et Higa mentionnent le pH du sol, l'ombre, la température du sol, et l'inondation comme facteur d'influence sur les EM avec les micro-organismes locaux et eux-mêmes. L'approche recommandée par Higa et Parr est de maintenir le pH et la température du sol dans les conditions nocives pour les micro-organismes négatifs ainsi que l'addition d'EM afin de faire pencher la balance positif/négatif des micro-organismes en faveur des positifs.
Ils réfutent les inoculations impliquant uniquement un seul micro-organisme, cela est inefficace à cause de l'incertitude des conditions dans lesquelles ce seul micro-organisme serait effectif. Ils citent la reconnaissance par la communauté scientifique que des micro-organismes multiples (comme dans le cas du compost EM Bokashi, inventé et produit par Higa) en coordination avec de bonnes pratiques de gestion du sol influencent positivement le développement des plantes et les rendements.
Lwini et Ranamukhaarachchi publient en 2006 une étude sur le contrôle biologique d'une maladie des cucurbitacées, montrant que l'EM et l'EM Bokashi sont les agents de contrôle les plus efficaces. Yamada et Xu examinèrent l'utilisation d'EM pour la production de fertilisant organique. Hui-Lian Xu étudie la photosynthèse et le rendement du maïs, les caractéristiques physiologiques chez la cacahuète, ainsi que les rendements et la qualité des fruits grâce à la tomate. Daiss, et. al., étudient l’application d'EM-1 sur l'avant et l’après récolte.
Beaucoup d’études ont été publiées sur les suppléments EM-X de son de riz, un produit de consommation humain. Chui, et. al., étudièrent le potentiel apoptotique des micro-organismes. Datla, et. al et Ke B examinent le pouvoir antioxydant des micro-organismes. L'utilisation d'EM dans le compost Bokashi des déchets de cuisine est utilisé à Christchurch, en Nouvelle-Zélande, depuis des années, avec l'aval des autorités locales.